# 陳浩峰 (足球運動員)
陳浩峰（Chan Ho Fung，1992年7月27日—），是香港足球員，司職前鋒位置，效力香港甲組足球聯賽球隊景峰。

## 球員生涯
陳浩峰於小學時已表現出對足球天份，升上中學後，曾經於學校內的球場中場位置使用倒掛金鈎入球。

## 外部連結
- 香港足球總會網頁球員資料 （页面存档备份，存于）